# Ernst Bischoff-Culm
Ernst Bischoff-Culm (* 13. März 1870 in Culm; † 29. Juli 1917 in Frankreich) war ein deutscher Maler, Illustrator und Radierer.

## Leben
Ernst Bischoff wuchs in Elbing auf, wo er wohl 1888 Abitur machte. Anschließend studierte er an der Kunstakademie Königsberg bei Carl Steffeck und Georg Knorr sowie an der Königlichen Akademie der Künste bei Hugo Vogel und Joseph Scheurenberg. Nach einem Aufenthalt in Paris lebte er wieder in Berlin. Mit Eduard Anderson beteiligte er sich Ende der 1880er Jahre am Aufbau der Künstlerkolonie Nidden auf der Kurischen Nehrung. Bischoff-Culm, wie er sich seit dem Studium nannte, blieb Nidden treu und machte durch Ausstellungen seiner Arbeiten in Berlin wiederum andere Künstler auf Nidden aufmerksam, schließlich wohl auch Max Pechstein, der 1909 dorthin kam. Im Ersten Weltkrieg war Bischoff-Culm an der Front, widmete sich aber auch während des Militärdienstes der Malerei und dabei manchen Themen des Krieges. In Frankreich verlor er durch eine Detonation beide Hände und nahm sich bald darauf das Leben. Er war Mitglied der Berliner Secession. Sie gedachte seiner in der Herbstausstellung 1917 durch eine Rede von Lovis Corinth und sodann durch einen würdigen Nachruf.
Bilder von Ernst Bischoff-Culm

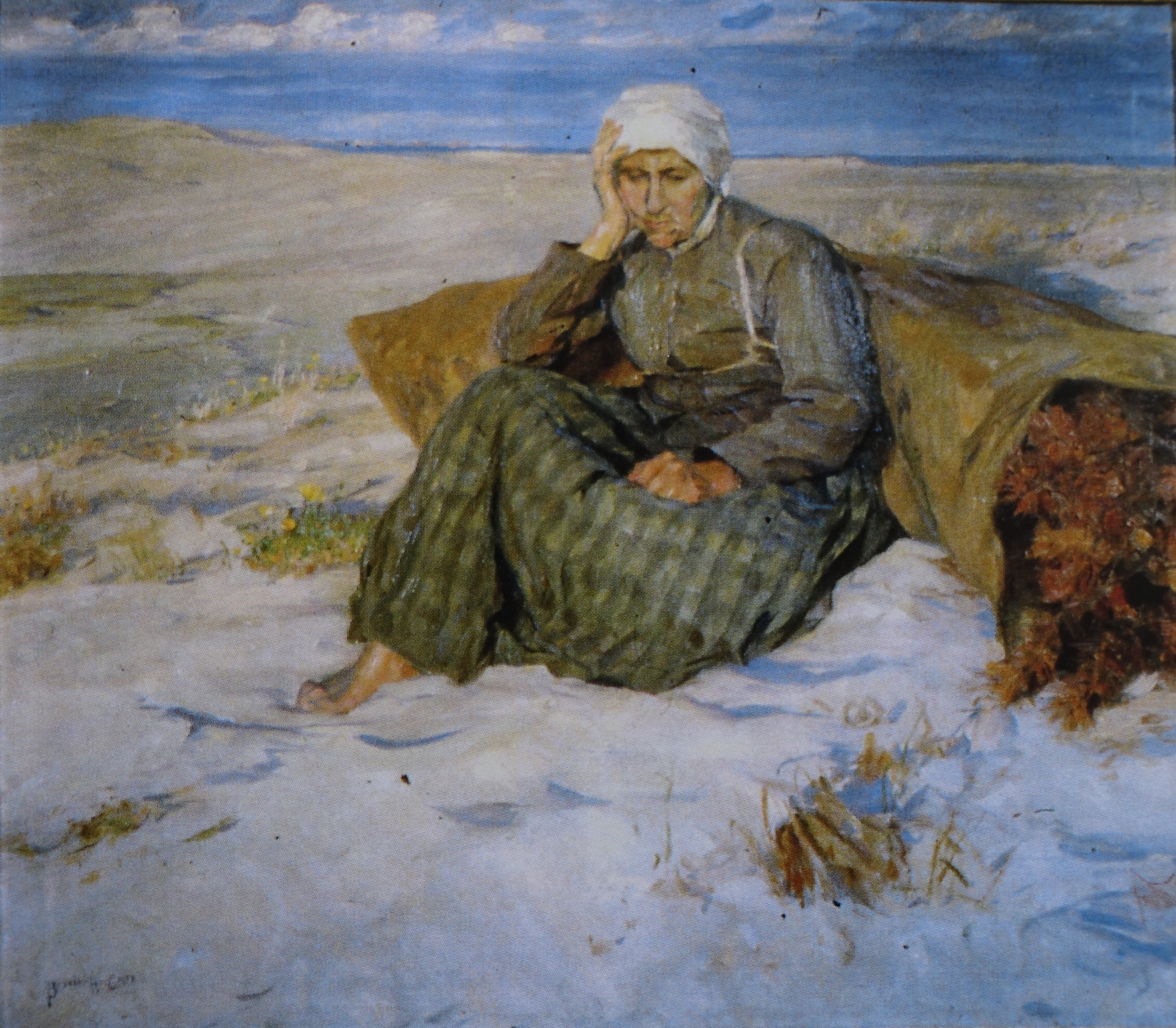
Reisigsammlerin (1908)
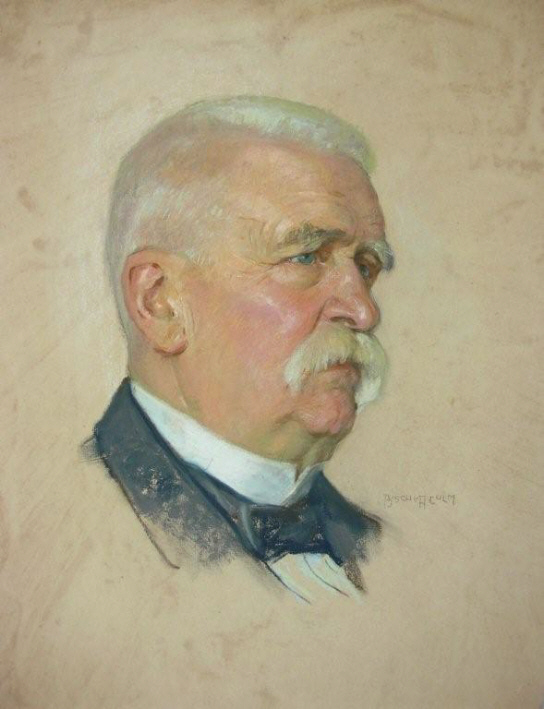
Wilhelm Schimmelpfennig (1910)
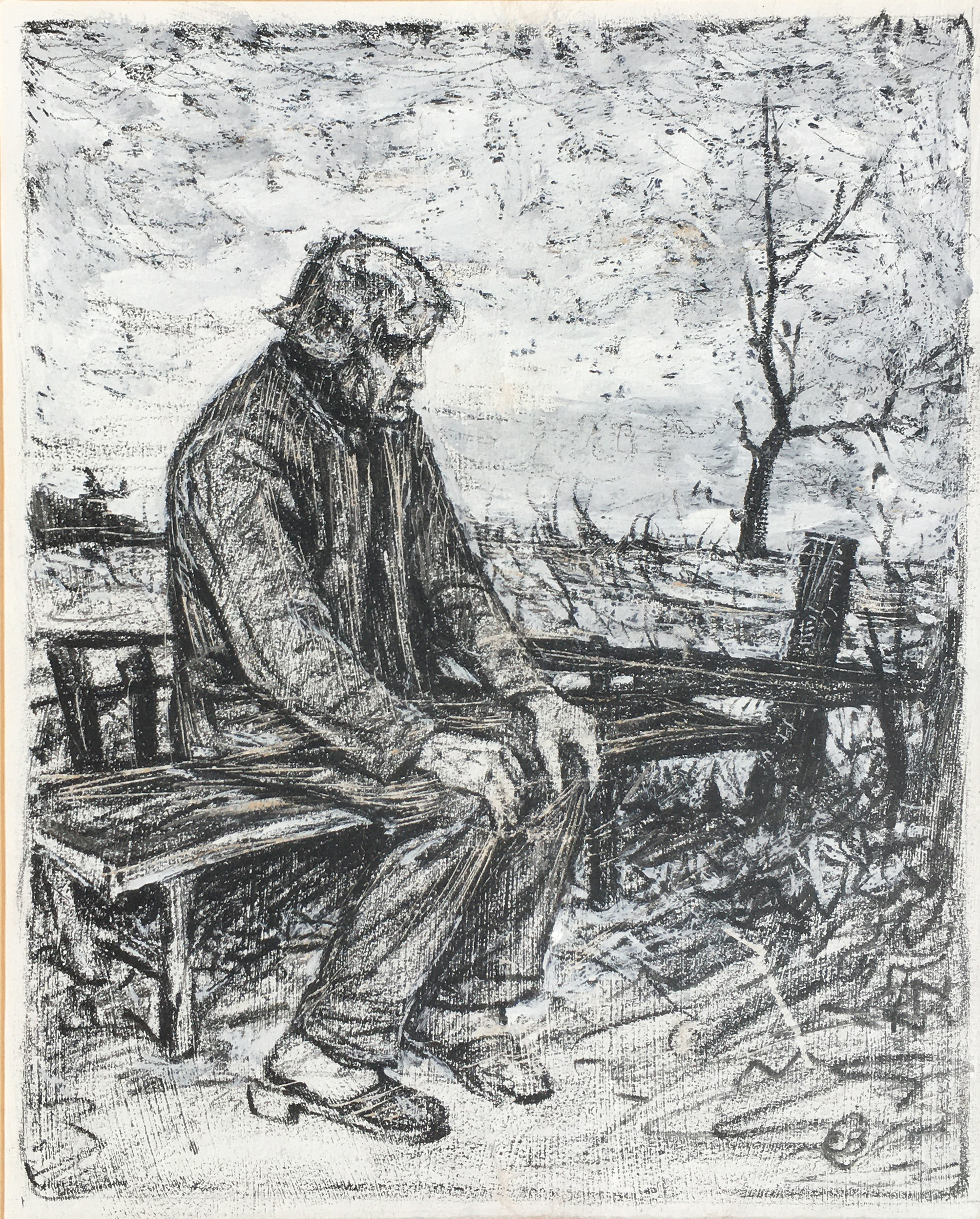
Alter ruhender Mann (1914)
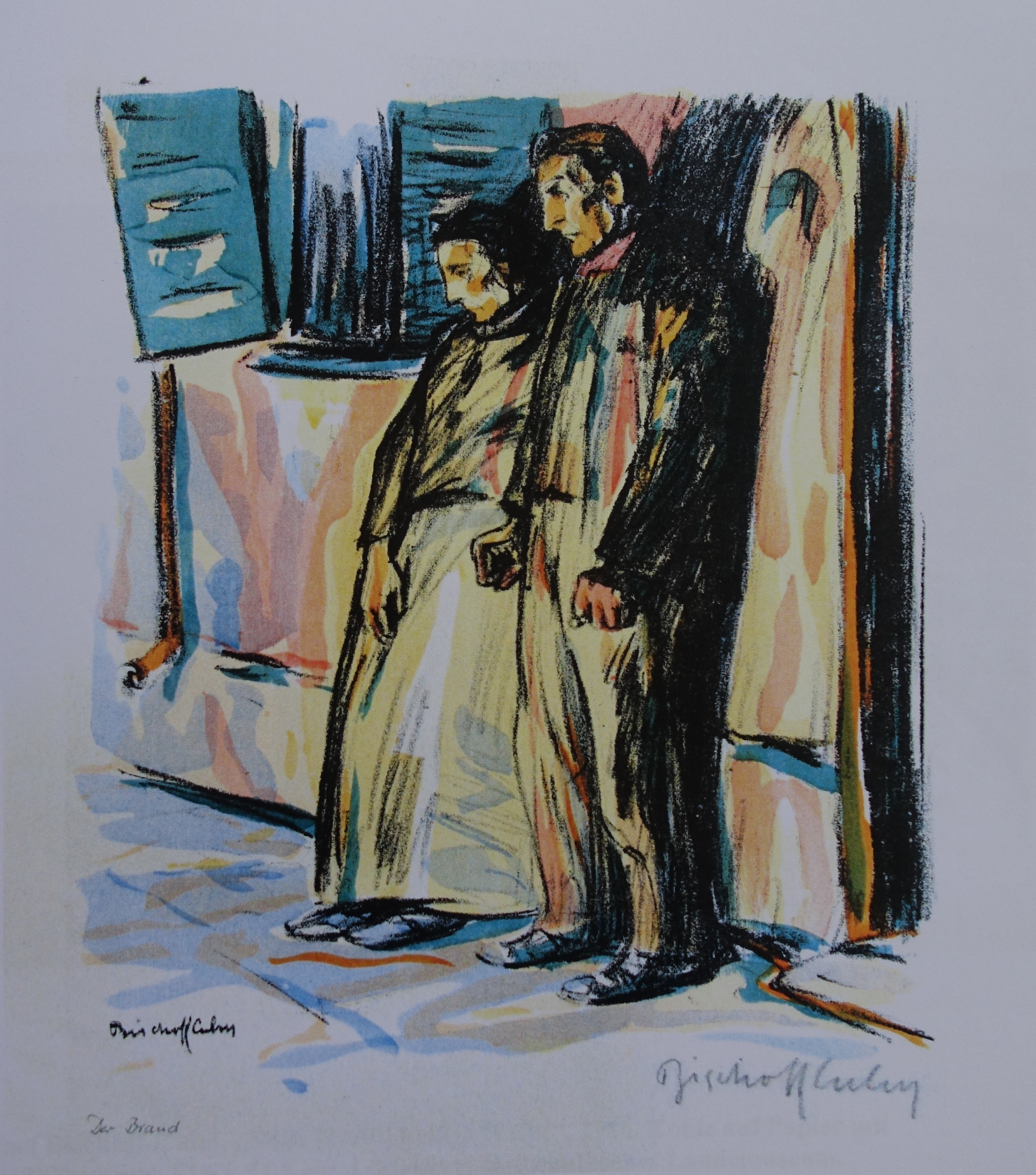
Der Brand (1916)

## Werke (Auswahl)
- Carl Meißner: Das kurische Ostpreußen. nach Bildern von Ernst Bischoff-Culm. In: Ostpreußische Heimat. Blätter für die Gesamtinteressen des Ostpreußentums. Bd. 2 (1916), Heft 20, 5. Dezember 1916, Sp. 579–591.